# NGC 5763
NGC 5763 (również PGC 52905) – galaktyka spiralna (S), znajdująca się w gwiazdozbiorze Wolarza. Odkrył ją Lewis A. Swift 22 maja 1886 roku.
W 1986 roku ogłoszono odkrycie w tej galaktyce supernowej SN 1986O, jednak nie zostało ono potwierdzone.